# Mairo
Mairo, de son vrai nom Romai Tesfaldet, est un rappeur suisse, originaire d'Érythrée, né à Neuchâtel le 5 juillet 1995.
Membre de la SuperWak Clique, anciennement connu sous les noms de R-Karah et Romai, il fonde avec son frère jumeau et producteur Hopital le label Monde Libre sur lequel il sort ses projets.

## Biographie

### Enfance et vie privée
Romai Tesfaldet, connu sous le nom de scène de Mairo (son prénom en verlan) et surnommé le Maire de Genève, est né à Neuchâtel, en Suisse, en 1995. Il grandit dans la région genevoise, et notamment à Genthod.
Par ses parents, Mairo est originaire à la fois d'Érythrée (du village d'Adi Genu, qui a donné le titre du morceau Adi Genu en 2020 sur 95 monde libre) et d'Inde (de Madras, pour Madras du même projet),.

### Carrière
Il change trois fois de pseudonyme depuis ses débuts dans le rap à 12 ou 13 ans. Jusqu'à ses 17 ans en 2012, c'est sous le nom de R-Karah qu'il produit sa musique,, puis en tant que Romai un an plus tard, son prénom. Il fait alors partie du groupe La Contrebande.
Il fait sa première session de studio à 13 ou 14 ans chez un ami, et publiera ses premiers morceaux sur Skyblog, Myspace et Dailymotion,.

#### 365(2017)
En avril 2017, Mairo partage son premier projet solo, l'EP 365 composé de sept titres tous produits par LEX. On y retrouve[style à revoir] les rappeurs suisses Slimka et Di-Meh, membres de la SuperWak Clique qu'il intègre en début d'année,. Il publie alors son premier clip sur YouTube avec son nouveau pseudonyme, Mairo[source secondaire souhaitée].
Ce premier projet reçoit déjà une certaine attention dans le monde du rap francophone, bien qu'absent des plateformes de streaming.

#### 95 monde libre(2020)
Le deuxième projet de Mairo, 95 monde libre, est dévoilé le 24 janvier 2020. Les dix titres du disque ne comprennent qu'un featuring avec Makala, également membre de la SuperWak Clique. Alors qu'il avait fait appel au producteur LEX pour 365, c'est désormais avec son frère jumeau Hopital qu'il travaille. Afin d'accompagner la sortie du projet, Mairo performe le freestyle inédit 95ml freestyle dans l'émission Nayuno de la radio suisse Couleur 3, sur des prods d'Hopital. Le morceau kill bill, issu du projet, lui permet de remporter le concours Demotape Clinic 2021 de la radio suisse M4Music, dans la catégorie Lyrics & Beats.

#### Rougemort(2021-2022)
Le 30 juillet 2021, Mairo sort un EP de huit titres, Rougemort. Porté par le morceau attentat uzi que l'artiste performe en live dans les studios berlinois de Colors, le projet est bien reçu par les médias spécialisés. Décrit par Raplume comme « un vrai premier succès d'estime », il permet à Mairo de se faire une place sur la scène rap francophone. Cette même année, il investit dans un studio à domicile sur conseil de Makala.
À la fin de l'année, Mairo est repéré par le Red Bull Studios qui lui offre deux jours en studio. Il profite de sa résidence de quelques mois à la Cité internationale des arts pour accepter leur invitation en septembre 2022, et il y annonce avoir assez de morceaux pour pouvoir sortir un prochain EP avant de se concentrer sur son premier vrai album. Au printemps 2022, il accompagne Wallace Cleaver et H JeuneCrack lors de leurs sessions freestyles Grünt respectives, et sort en septembre un clip en hommage au magazine Rap Mag. 
En 2022, alors qu'il était jusque là membre de Colors Records, Mairo fonde le label Monde Libre avec son frère jumeau Hopital[source secondaire souhaitée].

#### Qui a volé le soleiletomar chappier(2023)
Le 17 mars 2023, Mairo entame l'année avec Qui a volé le soleil, un EP de trois titres en commun avec Slimka. Le 19 mai, il publie omar chappier, EP où on retrouve Implaccable, H JeuneCrack, NeS et Wallace Cleaver. Il comptabilise un million de streams en une semaine.
La pochette d'omar chappier, réalisée par l'illustrateur jurassien Dexter Maurer, fait partie des trois nommées pour la Flamme de la Cover d'Album de l'année de la 2e cérémonie des Flammes qui a lieu en avril 2024. L'EP reçoit encore une fois un bon accueil critique, et confirme la place de Mairo au sein de la scène francophone. La radio Mouv' le décrit comme « l’un de ces rappeurs incontournables de la nouvelle génération francophone, […] en train de construire l’une des carrières les plus prometteuse ».
En juillet 2023, il se produit au Festival Les Ardentes sur la scène de Raplume, avec qui il collabore en fin de mois sur le morceau omar chappier freestyle. Son concert à La Maroquinerie est complet en moins de 24 heures, et il fait partie des dix lauréats (sur 687 candidatures) des Variation(s) 2023, un prix remis par l'établissement culturel parisien FGO-Barbara.

#### Déjeuner en paix(2023) etLa solution(2024)
Un EP entièrement produit par le belge JeanJass sort le 22 septembre 2023, intitulé Déjeuner en paix. Avec une pochette encore une fois réalisée par Dexter Maurer, on retrouve JeanJass et Caballero sur le dernier titre. 
Le 15 février 2024 sort un nouvel EP commun de trois titres : Mairo et H JeuneCrack s'associent sur La solution.
En fin d'année 2024, à l'occasion du 68e épisode de Grünt, Mairo rappe seul pendant 51 minutes et sans pause, alors que l'émission est habituée à de courts freestyles et de nombreux invités.

#### La Fiev(2025)
Début février 2025, Mairo annonce la sortie de son premier album La Fiev pour le 21 février 2025. Le projet est long de 13 pistes, toutes composées par son frère Hopital, avec qui il avait cette idée de titre depuis 2019. Pour Le Temps, il s'agit de "treize titres comme un concentré de son univers, brut, bouillant, mais où le flow est un travail d'orfèvre", qui ajoute que "le texte est capital". Ses auditeurs et son aura augmentent de manière constante depuis plusieurs mois, notamment en France, et il est qualifié de "prodige suisse" par Mehdi Maïzi, qui l'interview.
Mairo parle ainsi de cet album, sur lequel il a travaillé "une grosse année" et investi plus que d'habitude : "Je suis allé chercher des gens plus forts pour le mix, des gens plus forts pour le mastering. C’est-à-dire que le premier album, selon moi, c’est le moment où jamais pour faire un gros clip, une grosse cover ou un gros teaser. Enfin, un titre n’est dessus qu’à condition que j’en sois sûr à 100%, il n’y aucune marge d’incertitude. Sur les EPs, je teste davantage".

## Style
Héritier du boom bap de la East Coast, Mairo peut s'essayer au rap de Détroit ou à la Jersey. On lui trouve aussi des influences anglaises. 
Son écriture est décrite comme viscérale, posée à la perfection : chaque détail et chaque syllabe sont peaufinés. Pour décrire son rap, Mairo invente le terme "dégueu-conscient", car il « vomit ses textes » . Ses textes racontent son quotidien, ses origines, avec des thèmes comme la colonisation physique, mais aussi mentale.

## Discographie

### Singles
- 2018
  - Bachay
  - Senay et Aman
- 2019
  - Fudge à Columbus
  - I-D (feat. Slimka)
  - Tribe
- 2020
  - la danse des indiens
  - kill bill
- 2021
  - attentat uzi - A COLORS SHOW
  - 95ml Freestyle (Nayuno Sessions)
- 2022
  - M.A.I.R
  - Rap Mag
- 2023
  - nouvelle écriture
  - merci bonne journée (feat. H JeuneCrack)
  - 2 jackets (feat. Implaccable)
  - omar chappier freestyle (feat. Raplume)
- 2024
  - 45
  - rouge

### Apparitions
- 2019
  - DeWolph - Swift, feat. Mairo & JatzDaKid (sur l'album Peep Show)
  - DeWolph - Bandz, feat. Mairo
- 2020
  - SuperWak - bb meurs dans mes bras, feat. Slimka, Mairo, DeWolph & Daejmiy
  - Izen - Descente, feat. Slimka, Majdon Co, Yung Tarpei & Mairo (sur l'album Agressive Distortion)
- 2021
  - 6h66 - ça sent le dem, feat. Mairo (sur l'album Linked)
- 2022
  - Di-Meh - Nonante-huit, feat. Mairo, Pandrezz & Epektase (sur l'album OV3)
  - Makala - Outrow, feat. Mairo & Varnish La Piscine (sur l'album Chaos Kiss)
  - Duke Mobb - Qu'est-ce que tu proposes, feat. Mairo (sur la compilation La Cassette)
  - Tedax Max - Capone & Darmody, feat. Mairo (sur l'album Hors d'Oeuvre)
  - Bricksy & 3g - Cassius Clay, feat. Mairo (sur la compilationn Tangerine)
  - D6 - Chemicals, feat. Mairo (sur l'EP MVTQJ)
  - AAMO - CPTL, feat. Mairo
  - NNNurah - Touch it, feat. Mairo & Hopital
  - H JeuneCrack - La vigne, feat. Mairo
- 2023
  - Wallace Cleaver - le vent, feat. Mairo (sur l'album baiser)
  - $CO - Derevo, feat. Mairo (sur l'EP C'est pour les méchants)
  - Lincoln. - Dupont&Dupont, feat Mairo (sur l'album Welcome to Gotham!)
  - Raplume - omar chappier freestyle, feat Mairo (sur la compilation Freestyles Raplume 2023)
- 2024
  - Le Règlement - Warehouse, feat. Mairo (sur l’album Règlement Freestyle: Saison 5)
  - NeS - Cosa Nostra, feat. Mairo (sur l'EP Pour de Vrai)
  - Jungle Jack - Camp d'entraînement, feat. Mairo (sur la mixtape Jungle des Illusions Vol.2)
- 2025
  - Oxmo Puccino - V'la le second, feat. Mairo (sur la mixtape Lafiya Sessions)